# Держи ритм
«Держи ритм» (англ. «Take the lead») — фильм 2006 года режиссёра Лиз Фридлендер.

## Сюжет
Фильм основан на реальных событиях. Профессиональный танцор Пьер Дюлэйн (Антонио Бандерас) становится преподавателем танцев для хулиганов, оставленных после уроков, в Нью-Йоркской общеобразовательной школе. Но его ученики предпочитают хип-хоп, и классические танцы им неинтересны. Для того, чтобы заслужить расположение учеников, Пьеру приходится разделить их интерес к хип-хопу. После этого совместными усилиями они создают новый танцевальный стиль. Бывшие хулиганы обретают веру в себя и участвуют в ежегодном соревновании по бальным танцам.

## В ролях
| Актёр                  | Роль           |
| ---------------------- | -------------- |
| Антонио Бандерас       | Пьер Дюлэйн    |
| Роб Браун (англ.)      | Рок            |
| Яя Дакоста             | ЛоРетт         |
| Элфри Вудард           | Агустин Джеймс |
| Данте Баско            | Рамос          |
| Дженна Дуан            | Саша           |
| Джон Ортис             | Мистер Темпл   |
| Лаура Бенанти          | Тина           |
| Джонатан Мэйлен        | Курд           |
| Джесика Николь         | Игипт          |
| Катя Виршилас (англ.)  | Морган         |
| Лорен Коллинз          | Кейтлин        |
| Маркус Т. Полк (англ.) | Эдди           |
| Элайджа Келли (англ.)  | Дэнжу          |

## Слоганы
- «Never follow.» (перевод: «Никогда не следуй.»)

## Интересные факты
- Пьер Дюлэйн участвует в фильме в эпизодической роли, как один из судей соревнования по бальным танцам[2].
- Фильм снимался в канадском городе Торонто.
- Когда фильм вышел в прокат на Филиппинах, рекламные плакаты первым актером фильма называли Данте Баско.
- Изначально Антонио Бандерас не хотел сниматься в фильме о бальных танцах. Продюсеры встретились с ним несколько раз, объяснили нюансы сценария и познакомили с Пьером Дюлэйном. Только после этого актер согласился на съемки.

## Музыка

### Саундтрек
1. Lena Horne feat. Q-Tip — «I got rhythm» (Take The Lead remix) (2:15) (Начальные титры)
2. Bone Thugs-N-Harmony feat. Fatman Scoop and Melissa — «Take the lead (Wanna ride)» (3:26)
3. The Black Eyed Peas — «Feel it» (4:18)
4. Jae Millz — «I like that (Stop)» (3:43)
5. Rhymefest — «These days» (3:37)
6. Dirtbag — «Here we go» (3:39)
7. Remy Ma — «Whuteva» (3:45)
8. The Empty Heads — «Ya Ya» (Al Stone mix) (3:04)
9. Bailongo! Featuring Vero Verdier — «Asi se Baila el Tango» (2:11) (Танго Пьера и Морган)
10. Sean Biggs feat. Topic and Akon — «Never gonna get it» (3:34)
11. Jae Millz feat. June Christy, Eric B. & Rakim и Mashonda — «I like that you can’t take that away from me» (2:27)
12. Kem — «Fascination» (4:45)

### Бонус
- Sly feat. the Family Stone — «Que Sera, Sera (Whatever will be will be)» (5:18)

## Студии
- Производство: New Line Cinema, Tiara Blu Films
- Спецэффекты: Pacific Title
- Прокат: Каро-Премьер (Россия), New Line (США)